# Línea 1B (Urbanos de Alcalá de Henares)
La línea 1B de la red de autobuses urbanos de Alcalá de Henares es una línea circular que bordea la ciudad en el sentido contrario al de las agujas del reloj. El sentido contrario lo proporciona la línea 1A.

## Características
Esta línea fue creada en febrero de 2019, con motivo de una reordenación de la red, en el que la antigua línea 1 pasa a ser circular.
La línea circula exclusivamente por el término municipal de Alcalá de Henares. Como bien se expresa en la numeración interna del CRTM, recibe el número 1B005. El primer dígito corresponde a la línea, en este caso la línea 1B. Y los últimos tres dígitos corresponden al municipio por el que circula, en este caso 005 corresponde al municipio de Alcalá de Henares.
La línea no mantiene los mismos horarios todo el año, desde el 16 de julio al 31 de agosto se reducen el número de expediciones de lunes a viernes laborables (sábados laborables, domingos y festivos tienen los mismos horarios todo el año), además de los días excepcionales vísperas de festivo y festivos de Navidad en los que los horarios también cambian y se reducen.
Está operada por la empresa AlcalaBus (Monbus) mediante la concesión administrativa URCM-005 - Urbano de Alcalá de Henares (Urbanos Comunidad de Madrid) del Consorcio Regional de Transportes de Madrid.

## Horarios

### 1 septiembre - 15 julio
| Lunes a viernes laborables                                 |             |             |             |             |             |             |             |             |             |             |             |             |             |             |             |             |             |    |    |    |    |    |
| L1B Circular: FF.CC. La Garena > FF.CC. Alcalá-Universidad |             |             |             |             |             |             |             |             |             |             |             |             |             |             |             |             |             |    |    |    |    |    |
| 06                                                         | 07          | 08          | 09          | 10          | 11          | 12          | 13          | 14          | 15          | 16          | 17          | 18          | 19          | 20          | 21          | 22          | 23          |    |    |    |    |    |
| 00 15 30 45                                                | 00 15 30 45 | 00 15 30 45 | 00 15 30 45 | 00 15 30 45 | 00 15 30 45 | 00 15 30 45 | 00 15 30 45 | 00 15 30 45 | 00 15 30 45 | 00 15 30 45 | 00 15 30 45 | 00 15 30 45 | 00 15 30 45 | 00 15 30 45 | 00 15 30 45 | 00 15 30 45 | 00 15 30 45 |    |    |    |    |    |
| Noches de viernes laborables y vísperas de festivos        |             |             |             |             |             |             |             |             |             |             |             |             |             |             |             |             |             |    |    |    |    |    |
| L1B Circular: FF.CC. La Garena > FF.CC. Alcalá-Universidad |             |             |             |             |             |             |             |             |             |             |             |             |             |             |             |             |             |    |    |    |    |    |
|                                                            |             |             |             |             |             |             |             |             |             |             |             |             |             |             |             |             |             | 00 | 01 | 02 | 03 | 04 |
|                                                            | 00          | 00          | 00          | 00          |             |             |             |             |             |             |             |             |             |             |             |             |             |    |    |    |    |    |
| Sábados laborables                                         |             |             |             |             |             |             |             |             |             |             |             |             |             |             |             |             |             |    |    |    |    |    |
| L1B Circular: FF.CC. La Garena > FF.CC. Alcalá-Universidad |             |             |             |             |             |             |             |             |             |             |             |             |             |             |             |             |             |    |    |    |    |    |
| 06                                                         | 07          | 08          | 09          | 10          | 11          | 12          | 13          | 14          | 15          | 16          | 17          | 18          | 19          | 20          | 21          | 22          | 23          | 00 | 01 | 02 | 03 | 04 |
| 40                                                         | 00 20 40    | 00 20 40    | 00 20 40    | 00 20 40    | 00 20 40    | 00 20 40    | 00 20 40    | 00 20 40    | 00 20 40    | 00 20 40    | 00 20 40    | 00 20 40    | 00 20 40    | 00 20 40    | 00 20 40    | 00 20 40    | 00 20 45    |    | 00 | 00 | 00 | 00 |
| Domingos y festivos                                        |             |             |             |             |             |             |             |             |             |             |             |             |             |             |             |             |             |    |    |    |    |    |
| L1B Circular: FF.CC. La Garena > FF.CC. Alcalá-Universidad |             |             |             |             |             |             |             |             |             |             |             |             |             |             |             |             |             |    |    |    |    |    |
| 06                                                         | 07          | 08          | 09          | 10          | 11          | 12          | 13          | 14          | 15          | 16          | 17          | 18          | 19          | 20          | 21          | 22          | 23          |    |    |    |    |    |
|                                                            | 30 55       | 20 45       | 10 35       | 00 25 50    | 15 40       | 05 30 55    | 20 45       | 10 35       | 00 25 50    | 15 40       | 05 30 55    | 20 45       | 10 35       | 00 25 50    | 15 40       | 05 30 50    | 20          |    |    |    |    |    |

### 16 julio - 31 agosto
| Lunes a viernes laborables                                 |          |             |          |          |             |          |          |             |          |          |             |          |          |             |          |          |             |    |    |    |    |    |
| L1B Circular: FF.CC. La Garena > FF.CC. Alcalá-Universidad |          |             |          |          |             |          |          |             |          |          |             |          |          |             |          |          |             |    |    |    |    |    |
| 06                                                         | 07       | 08          | 09       | 10       | 11          | 12       | 13       | 14          | 15       | 16       | 17          | 18       | 19       | 20          | 21       | 22       | 23          |    |    |    |    |    |
| 00 15 30 45                                                | 03 24 42 | 00 18 36 54 | 12 30 48 | 06 24 42 | 00 18 36 54 | 12 30 48 | 06 24 42 | 00 18 36 54 | 12 30 48 | 06 24 42 | 00 18 36 54 | 12 30 48 | 06 24 42 | 00 18 36 54 | 12 30 48 | 06 24 42 | 00 18 36 50 |    |    |    |    |    |
| Noches de viernes laborables y vísperas de festivos        |          |             |          |          |             |          |          |             |          |          |             |          |          |             |          |          |             |    |    |    |    |    |
| L1B Circular: FF.CC. La Garena > FF.CC. Alcalá-Universidad |          |             |          |          |             |          |          |             |          |          |             |          |          |             |          |          |             |    |    |    |    |    |
|                                                            |          |             |          |          |             |          |          |             |          |          |             |          |          |             |          |          |             | 00 | 01 | 02 | 03 | 04 |
|                                                            | 00       | 00          | 00       | 00       |             |          |          |             |          |          |             |          |          |             |          |          |             |    |    |    |    |    |
| Sábados laborables                                         |          |             |          |          |             |          |          |             |          |          |             |          |          |             |          |          |             |    |    |    |    |    |
| L1B Circular: FF.CC. La Garena > FF.CC. Alcalá-Universidad |          |             |          |          |             |          |          |             |          |          |             |          |          |             |          |          |             |    |    |    |    |    |
| 06                                                         | 07       | 08          | 09       | 10       | 11          | 12       | 13       | 14          | 15       | 16       | 17          | 18       | 19       | 20          | 21       | 22       | 23          | 00 | 01 | 02 | 03 | 04 |
| 40                                                         | 00 20 40 | 00 20 40    | 00 20 40 | 00 20 40 | 00 20 40    | 00 20 40 | 00 20 40 | 00 20 40    | 00 20 40 | 00 20 40 | 00 20 40    | 00 20 40 | 00 20 40 | 00 20 40    | 00 20 40 | 00 20 40 | 00 20 45    |    | 00 | 00 | 00 | 00 |
| Domingos y festivos                                        |          |             |          |          |             |          |          |             |          |          |             |          |          |             |          |          |             |    |    |    |    |    |
| L1B Circular: FF.CC. La Garena > FF.CC. Alcalá-Universidad |          |             |          |          |             |          |          |             |          |          |             |          |          |             |          |          |             |    |    |    |    |    |
| 06                                                         | 07       | 08          | 09       | 10       | 11          | 12       | 13       | 14          | 15       | 16       | 17          | 18       | 19       | 20          | 21       | 22       | 23          |    |    |    |    |    |
|                                                            | 30 55    | 20 45       | 10 35    | 00 25 50 | 15 40       | 05 30 55 | 20 45    | 10 35       | 00 25 50 | 15 40    | 05 30 55    | 20 45    | 10 35    | 00 25 50    | 15 40    | 05 30 50 | 20          |    |    |    |    |    |

Paso por la Estación de Alcalá-Universidad aproximadamente 30 minutos después de su salida de la estación de La Garena. Duración del recorrido circular completo aproximadamente 60 minutos.

## Recorrido y paradas
| Código                                                      | Zona | Localidad         | Denominación                                                             | Ubicación                                   | Líneas de la parada | Cercanías                     |
| ----------------------------------------------------------- | ---- | ----------------- | ------------------------------------------------------------------------ | ------------------------------------------- | ------------------- | ----------------------------- |
| 15629                                                       |      | Alcalá de Henares | Glorieta de Fernando VII - Estación de La Garena                         | Glorieta de Fernando VII S/Nº               | 1A 1B               | La Garena                     |
| 12681                                                       |      | Alcalá de Henares | Avenida de Juan Carlos I - Estación de La Garena                         | Avenida de Juan Carlos I Nº16               | 227 1B 11           | La Garena                     |
| 12693                                                       |      | Alcalá de Henares | Avenida de Carlos III - Glorieta de Felipe IV                            | Avenida de Carlos III S/Nº                  | 1B                  |                               |
| 10359                                                       |      | Alcalá de Henares | Avenida de Madrid - Polideportivo                                        | Avenida de Madrid Nº9                       | 1B 6                |                               |
| 07000                                                       |      | Alcalá de Henares | Calle de Alfonso de Alcalá - Instituto                                   | Calle de Alfonso de Alcalá Nº11             | 1B 6                |                               |
| 07001                                                       |      | Alcalá de Henares | Camino del Juncal - Avenida de Nuestra Señora de Belén                   | Camino del Juncal Nº4                       | 1B 6                |                               |
| 06995                                                       |      | Alcalá de Henares | Avenida de Nuestra Señora de Belén - Colegio                             | Avenida de Nuestra Señora de Belén Nº9      | 1B 6                |                               |
| 06994                                                       |      | Alcalá de Henares | Avenida de los Reyes Católicos - Viveros de Alcalá                       | Avenida de los Reyes Católicos S/Nº         | 1B 6                |                               |
| 06991                                                       |      | Alcalá de Henares | Avenida de los Reyes Católicos - Calle de Santa Teresa                   | Avenida de los Reyes Católicos Nº37         | 1B 6                |                               |
| 06990                                                       |      | Alcalá de Henares | Avenida de los Reyes Católicos - Calle de Cristóbal Colón                | Avenida de los Reyes Católicos Nº27         | 1B 6                |                               |
| 09469                                                       |      | Alcalá de Henares | Calle de San Vidal - Colegio                                             | Calle de San Vidal Nº6                      | 1B 5                |                               |
| 12353                                                       |      | Alcalá de Henares | Calle Ronda Fiscal - Calle del Río Arlanza                               | Calle Ronda Fiscal Nº13                     | 229 1B              |                               |
| 20543                                                       |      | Alcalá de Henares | Calle Ronda Fiscal - Paseo de Pastrana                                   | Calle Ronda Fiscal S/Nº                     | 1B                  |                               |
| 06967                                                       |      | Alcalá de Henares | Calle Ronda Fiscal - Paseo de Las Moreras                                | Calle Ronda Fiscal Nº2                      | 229 231 232 1B 7 10 |                               |
| 06969                                                       |      | Alcalá de Henares | Calle Gran Canal - Calle Murano                                          | Calle Gran Canal Nº7                        | 1B 6 7              |                               |
| 20988                                                       |      | Alcalá de Henares | Ronda de la Pescadería - San Julián                                      | Ronda de la Pescadería Nº1                  | 1B 6 7              |                               |
| 20541                                                       |      | Alcalá de Henares | Calle de Carmen Descalzo - Calle de Santo Tomás de Aquino                | Calle Basilios S/Nº                         | 1B 6 7              |                               |
| 20958                                                       |      | Alcalá de Henares | Calle Basilios - Plaza Puerta de Aguadores                               | Calle Basilios S/Nº                         | 1B 6 7              |                               |
| 07014                                                       |      | Alcalá de Henares | Avenida de Lope de Figueroa - Plaza de la Juventud                       | Avenida de Lope de Figueroa Nº2             | 229 1B              |                               |
| 20569                                                       |      | Alcalá de Henares | Avenida de Lope de Figueroa - Colegio                                    | Avenida de Lope de Figueroa S/Nº            | 1B                  |                               |
| 07039                                                       |      | Alcalá de Henares | Avenida de Lope de Figueroa - Plaza de Rodríguez de Hita                 | Avenida de Lope de Figueroa Nº16            | 229 1B 5 8          |                               |
| 09456                                                       |      | Alcalá de Henares | Avenida de Lope de Figueroa - Calle de Ávila                             | Avenida de Lope de Figueroa Nº54            | 2291B 5             |                               |
| 09457                                                       |      | Alcalá de Henares | Calle de Ávila - Camino de la Esgaravita                                 | Calle de Ávila S/Nº                         | 1B 5                |                               |
| Las expediciones diurnas realizan las siguientes paradasː   |      |                   |                                                                          |                                             |                     |                               |
| 13187                                                       |      | Alcalá de Henares | Vía Complutense - Formación Profesional                                  | Vía Complutense S/Nº                        | 1B 11               |                               |
| 09685                                                       |      | Alcalá de Henares | Vía Complutense - Varsovia                                               | Vía Complutense Nº144                       | 1B 11               |                               |
| 17271                                                       |      | Alcalá de Henares | Vía Complutense - A-2                                                    | Vía Complutense S/Nº                        | 1A 1B 11            |                               |
| 09657                                                       |      | Alcalá de Henares | Plaza Zorita - Centro Comercial                                          | Plaza Zorita S/Nº                           | FS2 1A 1B 11        |                               |
| 20525                                                       |      | Alcalá de Henares | Calle de Doña Inés de Ulloa - Estación de Alcalá de Henares Universidad  | Calle de Doña Inés de Ulloa Nº1             | 1A 1B               | Alcalá de Henares Universidad |
| 19147                                                       |      | Alcalá de Henares | Universidad de Alcalá - Jardín Botánico                                  | Calle 36 S/Nº                               | 1B                  |                               |
| 20522                                                       |      | Alcalá de Henares | Universidad de Alcalá - Taller de Jardinería                             | Avenida Principal de la Universidad S/Nº    | 1B                  |                               |
| 20517                                                       |      | Alcalá de Henares | Universidad de Alcalá - Ambientales                                      | Avenida Principal de la Universidad S/Nº    | 1B                  |                               |
| 20519                                                       |      | Alcalá de Henares | Universidad de Alcalá - Hospital Entrada Servicios                       | Avenida Principal de la Universidad S/Nº    | 1B                  |                               |
| Las expediciones nocturnas realizan las siguientes paradasː |      |                   |                                                                          |                                             |                     |                               |
| 20557                                                       |      | Alcalá de Henares | Calle de Ávila - Calle de la Aviación Española                           | Calle de Ávila S/Nº                         | 1B 5                |                               |
| 18577                                                       |      | Alcalá de Henares | Avenida de Meco - Glorieta del Presidente Lázaro Cárdenas                | Avenida de Meco Nº8                         | 1B 2 3              |                               |
| 07061                                                       |      | Alcalá de Henares | Avenida de Meco - Residencia Hogar                                       | Avenida de Meco Nº14                        | 1B 2 3              |                               |
| 07063                                                       |      | Alcalá de Henares | Avenida de Meco - Centro Deportivo Militar                               | Rotonda Brigada Paracaidista Nº1            | 250 824 N202 1B 2 3 |                               |
| 11364                                                       |      | Alcalá de Henares | Universidad de Alcalá - Ciudad Residencial                               | Calle de Severo Ochoa S/Nº                  | 1B 2 3              |                               |
| 19152                                                       |      | Alcalá de Henares | Hospital - Residencias Universitarias                                    | Carretera de Meco km. 0,6                   | 250 N202 1B 3       |                               |
| Paradas del itinerario habitual                             |      |                   |                                                                          |                                             |                     |                               |
| 20534                                                       |      | Alcalá de Henares | Calle de Villamalea - Calle de Juan Ramón Jiménez                        | Calle de Villamalea Nº1                     | 227 1B              |                               |
| 07060                                                       |      | Alcalá de Henares | Calle de Villamalea - Residencia de Mayores                              | Calle de Villamalea Nº1                     | 227 1B              |                               |
| 20532                                                       |      | Alcalá de Henares | Avenida de las Víctimas del Terrorismo - Calle de Alfonso VII            | Avenida de las Víctimas del Terrorismo Nº2  | 1B 10               |                               |
| 20530                                                       |      | Alcalá de Henares | Avenida de las Víctimas del Terrorismo - Avenida de Alfonso VI           | Avenida de las Víctimas del Terrorismo Nº8  | 1B 10               |                               |
| 20528                                                       |      | Alcalá de Henares | Avenida de las Víctimas del Terrorismo - Calle de Sancho Garcés El Mayor | Avenida de las Víctimas del Terrorismo Nº14 | 1B 10               |                               |
| 12260                                                       |      | Alcalá de Henares | Avenida de Benito Pérez Galdós - Calle Leopoldo Alas, Clarín             | Avenida de Benito Pérez Galdós Nº15         | 227 255 1B 10       |                               |
| 20536                                                       |      | Alcalá de Henares | Avenida de Benito Pérez Galdós - Calle de Rosalía de Castro              | Avenida de Benito Pérez Galdós Nº7          | 255 1B 10           |                               |
| 12259                                                       |      | Alcalá de Henares | Avenida de Benito Pérez Galdós - Plaza de Alfonso XII                    | Avenida de Benito Pérez Galdós Nº3          | 227 255 1B 3 10     |                               |
| 17078                                                       |      | Alcalá de Henares | Calle Octavio Paz - Calle de Carlos Fuentes                              | Calle Octavio Paz Nº19                      | 255 1B 7            |                               |
| 17076                                                       |      | Alcalá de Henares | Calle Octavio Paz - Calle de Ernesto Sabato                              | Calle Octavio Paz Nº10                      | 255 1B 7            |                               |
| 17074                                                       |      | Alcalá de Henares | Calle Dámaso Alonso - Glorieta de Vicente Aleixandre                     | Calle Dámaso Alonso Nº20                    | 255 1B 7            |                               |
| 11408                                                       |      | Alcalá de Henares | Calle de Dámaso Alonso - Glorieta de Jacinto Benavente                   | Avenida de Benito Pérez Galdós Nº13         | 1B 7                |                               |
| 11406                                                       |      | Alcalá de Henares | Calle de Alejo Carpentier - Instituto                                    | Calle de Alejo Carpentier Nº1               | 1B 7                |                               |
| 19256                                                       |      | Alcalá de Henares | Avenida de Doctor Marañón - Calle de Nuevo Baztán                        | Avenida de Doctor Marañón Nº5               | 1B 7                |                               |
| 20538                                                       |      | Alcalá de Henares | Avenida de Daganzo - Avenida de Ajalvir                                  | Avenida de Daganzo S/Nº                     | 1B 7                |                               |
| 12788                                                       |      | Alcalá de Henares | Avenida de Ajalvir - Calle de Amadeo Vives                               | Avenida de Ajalvir Nº10                     | 227 1B 11           |                               |
| 12687                                                       |      | Alcalá de Henares | Avenida de Europa - Calle de Federico Chueca                             | Avenida de Europa Nº4                       | 227 1B 11           |                               |
| 12685                                                       |      | Alcalá de Henares | Avenida de Juan Carlos I - Plaza de Jesús Guridi                         | Avenida de Juan Carlos I Nº1                | 227 1B 11           |                               |
| 12683                                                       |      | Alcalá de Henares | Avenida de Juan Carlos I - Calle de Alejandro Malaspina                  | Avenida de Juan Carlos I Nº10               | 227 1B 11           |                               |
| 15629                                                       |      | Alcalá de Henares | Glorieta de Fernando VII - Estación de La Garena                         | Glorieta de Fernando VII S/Nº               | 1A 1B               | La Garena                     |